# Code Blue
Code Blue: Doctor Helicopter Emergency (コード・ブルー -ドクターヘリ緊急救命-?, Kōdo Burū: Dokutā Heri Kinkyū Kyūmei) è un dorama giapponese suddiviso in 2 stagioni più un film special, trasmesso da Fuji TV tra il 2008 e il 2010.
La storia è incentrata sulla vita del personale medico che lavora nel reparto d'emergenza (da qui il titolo della serie) dell'ospedale. Il sistema d'emergenza basato sull'invio nei luoghi degli incidenti d'un elicottero con personale medico a bordo è stato legalizzato in Giappone a partire dal giugno del 2007.
Nell'inverno 2017 è stata annunciata la messa in onda per l'estate 2017 di una terza stagione con lo stesso cast delle prime due. La prima puntata della terza serie è andata in onda il 17 luglio 2017.

## Trama

### Prima serie
Quattro giovani, due ragazzi e due ragazze, appena usciti dall'università dove si sono laureati coi massimi voti, decidono di fare pratica nel reparto d'emergenza e pronto soccorso dell'ospedale dove sono stati inviati: hanno fatto questa scelta ognuno per motivi differenti e non necessariamente riconducibili alla loro professione.
Ambizione comune per tutti loro è riuscire a salire il prima possibile sull'elicottero (Doctor Heli) che porta di volta in volta nei luoghi degli incidenti più gravi i medici assegnati al compito di portar i primi soccorsi.
Si confronteranno con situazioni difficili, dovranno rifare i conti con le loro ambizioni iniziali, come pure imparare ad accettare e comprendere la fragilità essenziale insita nella vita umana; attraverso molteplici eventi cresceranno mentalmente e umanamente.
Kosaku, il più serio ed abile del gruppo, sembra però essere un po' troppo insensibile e distaccato nei confronti della sofferenza altrui; dovrà riconciliarsi coi suoi sentimenti repressi nei confronti della famiglia d'origine attraverso la malattia della nonna, l'unica parente con cui ha sempre convissuto e che l'ha cresciuto amorevolmente, fino a vederlo diventar un dottore.
Megumi è una ragazza che conosce alla perfezione le varie teorie mediche sulle malattie, ma che forse è un po' carente per quanto riguarda la pratica effettiva; anche lei crescer e maturerà grazie alle esperienze fatte in corsia e sala operatoria (ed anche ai consigli che le darà Kosaku). Ha un rapporto complicato col padre ex primario d'ospedale ora occupato in vari cicli di conferenze in giro per il paese; ma il male è sempre in agguato e, si sa, non risparmia neanche i medici.
Mihoko, una giovane che cerca di competere con Kosaku per dimostrar l'eccellenza delle proprie capacità al personale medico rappresentato dai propri superiori; ma, anche se non lo lascia vedere, pure lei ha delle paure nascoste che faticheranno ad uscir ed essere espulse.
Kazuo, il ragazzo più imbranato e meno capace dei quattro, però sicuramente col cuore più grande: non sarà all'altezza delle capacità chirurgiche di Kosaku, ma si farà apprezzare dai pazienti per il suo intuito che non proviene da mero sapere intellettuale bensì dal sentimento e dalla profonda partecipazione che dimostra avere col male altrui.
Di supporto a questi quattro protagonisti gli girano attorno anche altri personaggi. Haruka, capo infermiera e fin dall'inizio collaboratrice dei novelli medici; ama un ragazzo che purtroppo è affetto da una malattia degenerativa incurabile e che non sa darsi pace per non essere stato capace di farla felice. Lei lo seguirà con pazienza e dedizione sino allo scoccar del suo ultimo respiro; dopo questa gran sofferenza provata un poco alla volta riconoscerà la bontà d'animo e sincerità di Kazuo, il quale a sua volta cercherà di stargli vicino quanto più possibile fino a che lei ne senta il bisogno.
Loro capo ed istruttore nella prima stagione è il serio e temibile dottor Kuroda, il quale sembra non aver una gran fiducia iniziale nelle capacità di questi giovani novellini piovuti in prima linea direttamente dalle asettiche aule universitarie: saranno capaci di sporcarsi le mani col sangue ed effettuar un'operazione chirurgica senza che la mano che impugna il bisturi tremi? Li metterà alla prova e, facendo uscire in ognuno le sue proprie personali capacità, chissà, forse dovrà alla fine ricredersi. A seguito d'un incidente per "colpa" di Megumi Kosaku gli dovrà amputar il braccio destro.
Hisashi è il pilota del Doctor Heli, porterà conforto e coraggio ai vari personaggi nei loro momenti peggiori. Tutti sono sottoposti alle direttive del fondatore e capo dell'Unità d'Emergenza, il professor Yoshiaki.

### Special
L'episodio speciale, andato in onda tra la fine della prima e l'inizio della seconda stagione, si occupa d'un episodio specifico, ovvero un tremendo incidente ferroviario: i quattro si troveranno ad affrontar gravi incombenze, per la prima volta senza l'aiuto ed il supporto del dottor Kuroda, dimessosi a seguito dell'amputazione che ha dovuto subire al braccio destro.

### Seconda stagione
La seconda stagione, a differenza della prima che s'incentrava di più su episodi riguardanti i pazienti e le malattie con cui i quattro si dovevano destreggiare, si occupa maggiormente dell'aspetto personale ed intimo dei protagonisti e dell'apparente inconciliabilità tra professionalità esteriore e "ragioni del cuore".
Dovranno anche prendere decisioni difficili che andranno a gravare non solo sulla loro carriera, ma anche e soprattutto sulla loro vita personale: Kosaku comincia ad avere dubbi su quelli che sono effettivamente i propri doveri nei confronti della famiglia e fatica a concentrarsi sul lavoro; Megumi non può dimenticare il passato (per colpa sua è avvenuto l'incidente a seguito del quale Kuroda ha perduto la mano con cui operava); Mihoko si trova a passar improvvisamente dall'altra parte quando subirà un'operazione al cuore; infine Kazuo, sempre dibattuto tra dovere distaccato e compartecipazione umana ai dolori altrui.
Giungerà un nuovo capo reparto, Keisuke, il cui compito è la valutazione obiettiva dei giovani medici, cosa questa che deciderà il loro destino: ma anche ha delle sofferenze nascoste nei recessi più profondi della sua anima e che non riesce ad eliminare.

## Interpreti e personaggi

### Prima serie
- Tomohisa Yamashita è Kōsaku Aizawa
- Yui Aragaki è Megumi Shiraishi
- Erika Toda è Mihoko Hiyama
- Yōsuke Asari è Kazuo Fujikawa
- Kiyoshi Kodama è Yoshiaki Tadokoro (Capo primario dell'Unità d'emergenza)
- Manami Higa è Haruka Saejima (infermiera)
- Masanobu Katsumura è Tadashi Morimoto (medico del Doctor Heli)
- Ryō è Mitsui Kanna (medico del Doctor Heli)
- Toshirō Yanagiba è Shūji Kuroda (medico del Doctor Heli)
- Susumu Terajima è Hisashi Kaji (pilota)
- Tetta Sugimoto è Akira Saijo (neurochirurgo)
- Shinji Hiwatashi è Yasuyuki Anzai

### Film special
- Tomohisa Yamashita come Kosaku Aizawa (medico di volo in training)
- Yui Aragaki come Shiraishi Megumi (medico di volo in training)
- Erika Toda come Hiyama Mihoko (medico di volo intraining)
- Manami Higa come Saejima Haruka (infermiera di volo)
- Yosuke Asari come Kazuo Fujikawa (medico di volo in training)
- Kiyoshi Kodama come Tadokoro Yoshiaki (Capo Unità di emergenza)
- Masanobu Katsumura come Morimoto Tadashi (Flight Dottore)
- Ryo come Mitsui Kanna (Flight Dottore)
- Toshiro Yanagiba come Kuroda Shuji (Flight Dottore)
- Tetta Sugimoto come Saijo Susumu (Brain Surgeon)
- Susumu Terajima come Kaji Toshi (Pilota d'elicottero)
- Ryoko Yuui come Todoroki Seiko (addetta al reparto comunicazioni)
- Rika Imai come Kashiwabara Aya (medico in training al reparto cardiochirurgico)
- Shinji Hiwatashi (樋渡真司) come Anzai Yasuyuki (Co-pilota)
- Kimiko Ikeda (池田贵美子) come Ohara Sumiko (caposala)
- Mika Kaneda (金田美香) come Murata Kaori (infermiera)
- Kaori Shima (島かおり) come Kinue Aizawa
- Nishida Naomi come una delle vittime
- Koji Shimizu come padre di Mihoko

### Seconda stagione
- Tomohisa Yamashita è Kōsaku Aizawa
- Yui Aragaki è Megumi Shiraishi
- Erika Toda è Mihoko Hiyama
- Higa Manami è Saejima Haruka
- Yōsuke Asari è Kazuo Fujikawa
- Kiyoshi Kodama è Yoshiaki Tadokoro
- Masanobu Katsumura è Tadashi Morimoto
- Susumu Terajima è Hisashi Kaji (pilota)
- Yūi Ryōko è Seiko Todoroki (addetta alle comunicazioni)
- Tetta Sugimoto è Akira Saijo
- Ryo è Mitsui Kanna
- Kippei Shiina è Keisuke Tachibana
- Ayami Kakiuchi è Nurse Tsuji
- HILUMA è Daisuke Sonoda
- Kaori Shima è Kinue Aizawa

## Episodi
| Nº                                   | Titolo italiano (Traduzione letterale) Giapponese 「Kanji」 - Rōmaji | In onda           | In onda |
| Nº                                   | Titolo italiano (Traduzione letterale) Giapponese 「Kanji」 - Rōmaji | Giapponese        |         |
| Prima stagione (2008) (11 episodi)   |                                                                      |                   |         |
| 1                                    | Decisione 「出会い」 - Deai                                          | 3 luglio 2008     |         |
| 2                                    | Responsabilità 「責務」 - Sekimu                                     | 10 luglio 2008    |         |
| 3                                    | Cambiamento improvviso 「急変」 - Kyūhen                             | 17 luglio 2008    |         |
| 4                                    | L'amore della mamma 「母の愛」 - Haha no ai                          | 24 luglio 2008    |         |
| 5                                    | Il passato 「過去」 - Kako                                           | 31 luglio 2008    |         |
| 6                                    | Amore Incondizionato 「無償の愛」 - Mushō no ai                      | 7 agosto 2008     |         |
| 7                                    | Confessione 「告白」 - Kokuhaku                                      | 14 agosto 2008    |         |
| 8                                    | Decisione inevitabile 「避けられぬ決断」 - Sake rarenu ketsudan      | 21 agosto 2008    |         |
| 9                                    | Legame reciso 「壊れた絆」 - Koware ta kizuna                        | 28 agosto 2008    |         |
| 10                                   | Cuore turbato 「揺れる心」 - Yure ru kokoro                          | 4 settembre 2008  |         |
| 11                                   | Vita e morte 「生と死」 - Nama to shi                                | 11 settembre 2008 |         |
| Episodio speciale (2009)             |                                                                      |                   |         |
| SP                                   | Un futuro da costruire 「明日への別れ」 - Ashita heno wakare         | 10 gennaio 2009   |         |
| Seconda stagione (2010) (11 episodi) |                                                                      |                   |         |
| 1                                    | 「聖夜の奇跡」 - Seiya no kiseki                                     | 11 gennaio 2010   |         |
| 2                                    | 「自らの道」 - Mizukara no michi                                     | 18 gennaio 2010   |         |
| 3                                    | 「真実と嘘」 - Shinjitsu to uso                                      | 25 gennaio 2010   |         |
| 4                                    | 「過ぎし日」 - Sugi shi nichi                                        | 1º febbraio 2010  |         |
| 5                                    | 「愛する人」 - Aisu ru nin                                           | 8 febbraio 2010   |         |
| 6                                    | 「秘密」 - Himitsu                                                   | 15 febbraio 2010  |         |
| 7                                    | 「あやまち」 - Ayamachi                                              | 22 febbraio 2010  |         |
| 8                                    | 「理由」 - Riyū                                                      | 1º marzo 2010     |         |
| 9                                    | 「心の傷」 - Kokoro no kizu                                          | 8 marzo 2010      |         |
| 10                                   | 「岐路」 - Kiro                                                      | 15 marzo 2010     |         |
| 11                                   | 「卒業～奇跡の定義」 - Sotsugyō ~ kiseki no teigi                    | 22 marzo 2010     |         |